# Henry Russell (Leichtathlet)

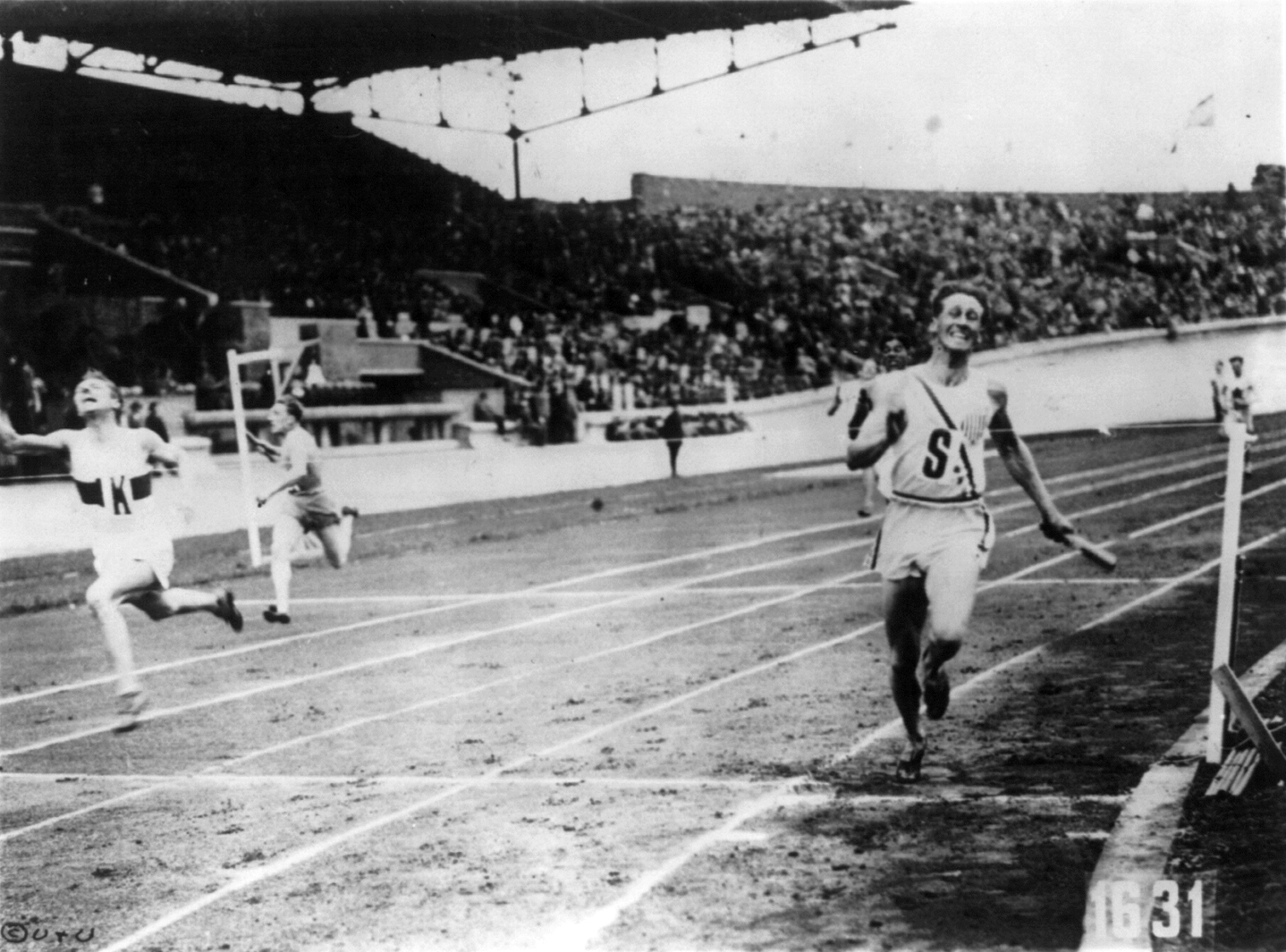
Henry Russell (rechts) gewinnt 1928 Staffelgold

Henry Argue „Hank“ Russell (* 15. Dezember 1904 in Buffalo, N.Y.; † 9. November 1986 in West Chester, Pennsylvania) war ein US-amerikanischer Leichtathlet und Olympiasieger.
Als Student der Cornell University gewann Russell die IC4A-Meisterschaften über 100 Yards in 1926 und über 220 Yards 1925 und 1926. Bei den IX. Olympischen Spielen 1928 in Amsterdam schied er bei den Vorläufen zum 100-Meter-Lauf im Halbfinale aus. Im 4-mal-100-Meter-Staffellauf jedoch gewann er zusammen mit seinen Mannschaftskameraden Frank Wykoff, James Quinn und Charles Borah die Mannschaftsgoldmedaille mit einer neuen Weltrekordzeit von 41,0 s, vor den Mannschaften aus Deutschland (Silber) und Großbritannien (Bronze).